# Kabupaten Pidie Jaya
Kabupaten Pidie Jaya es una de las Regencias o Municipios (kabupaten) localizado en la provincia de Aceh en Indonesia. El gobierno local del kabupaten y la capital se encuentra en la ciudad de Meureudu.
El kabupaten de Pidie Jaya comprende una superficie de 1.073,6 km² y ocupa parte del norte de la isla de Sumatra. Se localiza en la costa este de la provincia de Aceh. La población se estima en unos 139.779 habitantes.
El kabupaten se divide a su vez en 8 Kecamatan, 221 Kelurahan / Desa.
Lista de Kecamatan:
1. Kecamatan Bandar Dua
2. Kecamatan Jangka Buya (Pecahan Bandar Dua)
3. Kecamatan Ulim
4. Kecamatan Meureudu
5. Kecamatan Meurah Dua (Pecahan Meureudu)
6. Kecamatan Trienggadeng
7. Kecamatan Panteraja (Pecahan Trienggadeng)
8. Kecamatan Bandar Baru

## Enlaces
- http://www.pidiejayakab.go.id/ (en indonesio)

- Datos: Q5754
- Multimedia: Pidie Jaya Regency / Q5754